# Ani (Etruskische mythologie)
Ani is een figuur uit de Etruskische mythologie.  
In 1981 verklaarde de etruscoloog Adriano Maggiani dat deze godheid nooit in de Etruskische mythologie heeft bestaan. Volgens hem was het bestaan van de godheid Ani afgeleid uit een verkeerde lezing, als een van de veertig namen van godheden op de lever van Piacenza. De plaats van Ani op de lever van Piacenza komt overeen met die van de grote hemelse godheden die volgens de Etruskische theologie in het noordoostelijke deel van de hemel verblijven.  
De assonantie van de naam met die van de Romeinse god Janus had geleid tot het geloof dat er een gelijkwaardigheid tussen hen bestond; in werkelijkheid is de Etruskische correspondent van Janus, de god Culsans. 